# Heinrich Kaminski

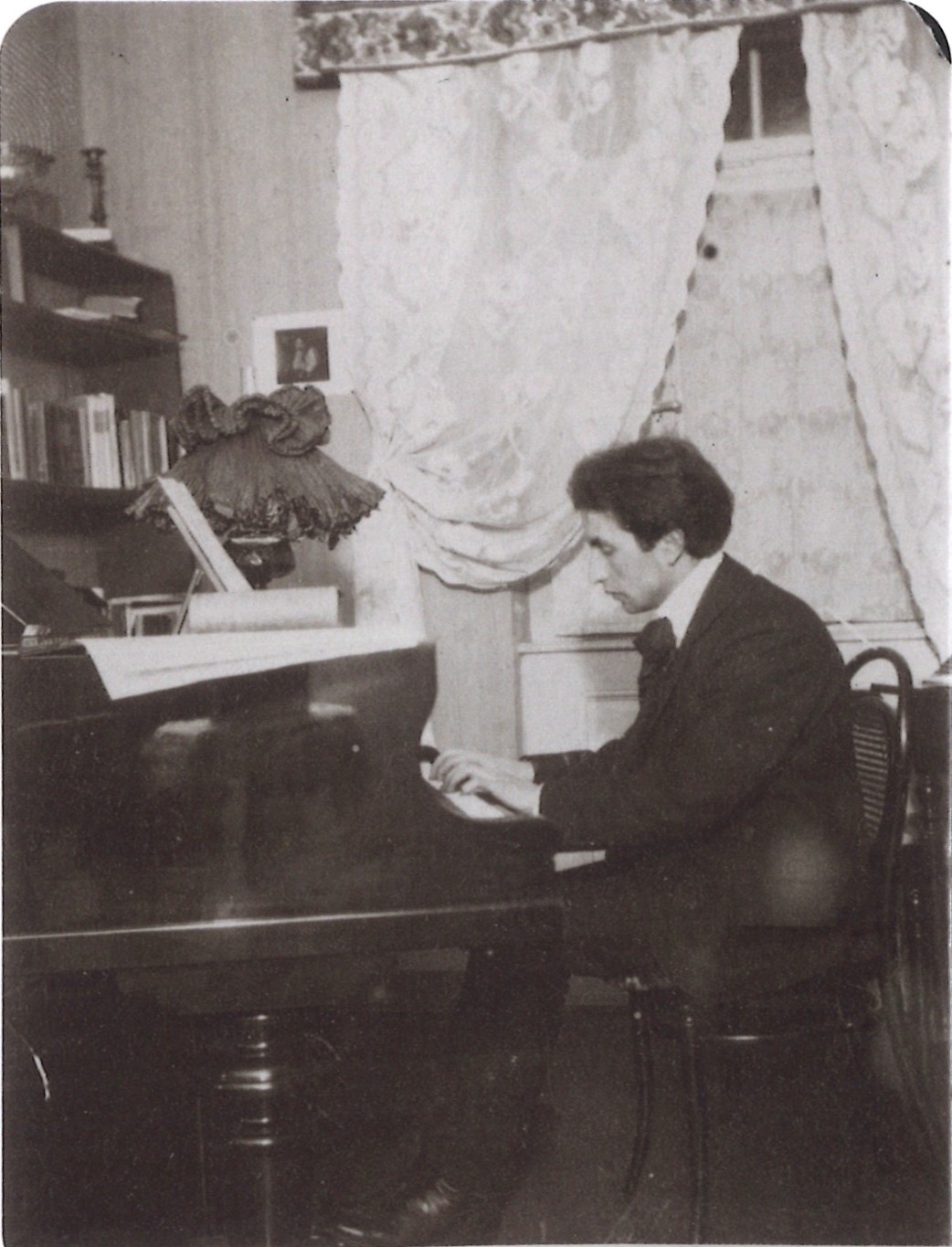
Heinrich Kaminski am Klavier in Berlin (1912)

Heinrich Kaminski (* 4. Juli 1886 in Tiengen am Hochrhein; † 21. Juni 1946 in Ried in Oberbayern) war ein deutscher Komponist.

## Leben

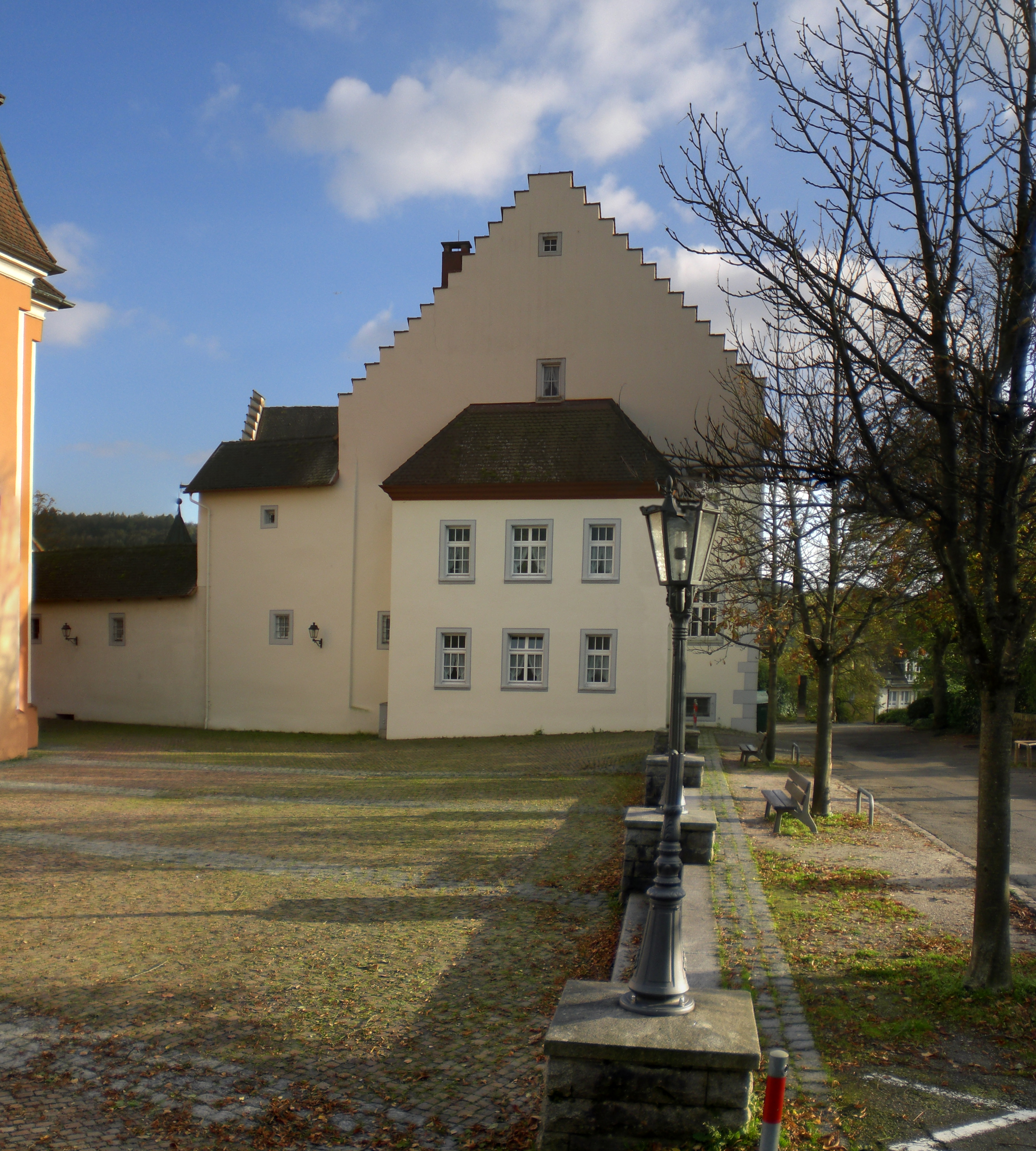
Geburtshaus Kaminskis: Schloss Tiengen, Nordseite

Heinrich Kaminski wurde im Schloss Tiengen geboren. Er war der Sohn des Altkatholischen Pfarrers Paul Kaminski, der aus Polen stammte und zunächst Katholischer Priester werden wollte, jedoch nach dem ersten Vatikanum zu den Führern der altkatholischen Sezession gehörte. (Der Altkatholizismus nahm in Tiengen in der Zeit des Kulturkampfes einen großen Aufschwung; von 1874 bis 1883 bekam die Altkatholische Gemeinde die Pfarrkirche Maria Himmelfahrt zugesprochen.) Seine Mutter war die Opernsängerin Mathilde Barro aus Heidelberg. Er besuchte die Schulen in Waldshut, Konstanz und das Städtische Gymnasium in Bonn. Bis zum Abitur lebte er im Paulinum, einem Internat der altkatholischen Kirche in Bonn. Nach dem Abitur arbeitete er zunächst für kurze Zeit als Lehrling in einer Bank in Offenbach/Main und begann 1906 ein Studium der Cameralien (Nationalökonomie) in Heidelberg.
Ab dem Wintersemester 1907/1908 steuerte er zunehmend auf ein Musikstudium hin. Er besuchte zwei Vorlesungen in Harmonielehre bei Philipp Wolfrum. Er erhielt ersten Klavierunterricht bei Johanna Elspermann und studierte ab dem Sommersemester 1907 ausschließlich Musiktheorie und evangelische Kirchenmusik bei Philipp Wolfrum. 1909 ging er nach Berlin und begann ein Musikstudium am dortigen Sternschen Konservatorium und an der Königlichen Akademie. Seine Lehrer waren Wilhelm Klatte, Hugo Kaun und Paul Juon in der Komposition; Klavierunterricht erhielt er beim Pianisten Severin Eisenberger. Das nur wenige Unterrichtsstunden währende Studium bei Kaun wurde bereits mit dem Wechsel zu Paul Juon im Oktober 1911 beendet. In dieser Zeit entstanden seine ersten Kompositionen, der 130. Psalm op.1a und das Quartett a-Moll für Klavier, Klarinette, Viola und Violoncello op.1b (1912) sowie das Streichquartett F-Dur (1913).
1914 nahm er seine Tätigkeit als Klavierlehrer in Benediktbeuern auf. Zeitgenossen und Freunde in dieser Periode waren unter anderem der Maler Franz Marc sowie dessen Frau, die in dieser Zeit von Kaminski Unterricht im Klavierspiel erhielt. 1921 lernte er im Haus von Maria Marc Ada und Emil Nolde kennen, woraus sich eine Freundschaft entwickelte. 1916 heiratete er Friederike Jopp (auf Kaminskis Wunsch nannte sie sich nach der Heirat Elfriede.), eine Sängerin aus einem seiner Münchner Chöre.
Zur Zeit des Ersten Weltkrieges war Kaminski unter anderem als Chorleiter und Kompositionslehrer tätig. Später erhielt er eine Professur an der Preußischen Akademie der Künste in Berlin und wurde dort Leiter einer Meisterklasse für Komposition; er trat damit die Nachfolge von Pfitzner an. Seine bedeutendsten Schüler waren Carl Orff, Heinz Schubert und Reinhard Schwarz-Schilling. 1930 wurde Kaminski Musikdirektor der Stadt Bielefeld. Obwohl die Stadt den Posten 1931 aus finanziellen Gründen einsparen musste, blieb Kaminiski als Gastdirigent in Bielefeld und wurde auch Leiter des Musikvereins der Stadt Bielefeld. Wegen der immer stärker werdenden Einflussnahme der Nationalsozialisten auf den Kulturbetrieb zog er sich 1933 aus der Leitung der Symphoniekonzerte in Bielefeld zurück, 1934 gab er auch das Amt des Musikvereinsleiters ab.
Die Machtübernahme der Nationalsozialisten erschütterte Kaminski und veranlasste ihn zur Komposition einer „Messe deutsch“ nach eigenem Text, welcher die „Wirre Welt“ beklagt. Sein Vertrag in Berlin lief mit dem Jahre 1933 nicht zuletzt aufgrund seiner „politischen Gesinnung“ ohne Verlängerung aus und er ging zurück nach Benediktbeuern.
Kaminskis Musik wurde im NS-Staat zunächst überwiegend positiv aufgenommen. Noch 1938 erhob die Reichsmusikkammer keine Einwände gegen seine weitere Mitgliedschaft. Am 24. Mai 1938 wurde im Rahmen der Reichsmusiktage das Streichquintett Kaminskis aufgeführt. Auch während des Zweiten Weltkriegs wurden verschiedene seiner Werke verlegt und aufgeführt.
Eine Überprüfung seiner Vorfahren – Kaminski wurde 1938 als „Halbjude“ eingestuft, 1941 wurde er zum „Vierteljuden“ erklärt – führte allerdings zu einem zeitweiligen Aufführungsverbot. Er sah sich gezwungen, in die Schweiz zu fliehen. Zunächst war er bei Margrit Lutz, einer Freundin, in Rüdlingen untergebracht, bis schließlich Werner Reinhart, ein bedeutender Mäzen aus Winterthur, ihm eine Unterkunft am Lago Maggiore anbot. Ende Februar 1943 bot Kaminski dem von der Gestapo verfolgten Mitglied der Widerstandsgruppe Weiße Rose, Alexander Schmorell, nach dessen Flucht aus Elmau für eine Nacht Unterschlupf.
In den Jahren 1939 bis 1945 musste er den Verlust dreier Kinder beklagen. Heinrich Kaminskis Gesundheit verschlechterte sich in den letzten Kriegsjahren zunehmend. Er widmete seine gesamte Energie der Arbeit an seiner Oper Das Spiel vom König Aphelius. 1946 starb Kaminski im Alter von knapp 60 Jahren, kurz nachdem er das Werk hatte fertigstellen können.

## Ehrungen
- 1928: Beethoven-Preis der Preußischen Akademie der Künste, gemeinsam mit Arnold Mendelssohn[22]
- 1929: Musikpreis der Stadt München[23]

In seiner Heimatstadt Tiengen wurde eine Straße nach ihm benannt. Am 16. Mai 1987 wurde in Tiengen die Heinrich-Kaminski-Gesellschaft gegründet. Sie hat einen Gedenkraum im Schloss eingerichtet.

## Werke (Auswahl)

### Opern
- Jürg Jenatsch Untertitel: Ein Drama nach der gleichnamigen Erzählung C. F. Meyers, Oper in 3 Akten, (1927, UA Dresden 1929)
- Das Spiel vom König Aphelius, Oper in 5 Bildern, einem Vor- und einem Nachspiel (1946, UA Göttingen 1950)

### Chormusik
- Der 130. Psalm, Motette für gemischten Chor a cappella (1912)
- Der 69. Psalm für Tenor, Knabenchor, gemischten Chor und Orchester (1914, Überarbeitung 1930)
- 6 Choräle für gemischten Chor a cappella (1915)
- O Herre Gott, Motette für gemischten Chor und Orgel ad libitum (1918, Überarbeitung 1936)
- Introitus und Hymnus für Sopran, Alt, Bariton, Violine, Viola, Cello, kleinen gemischten Chor und Orchester (1920)
- Musik zur Passion für gemischten Chor a cappella (1920)
- 3 Gedichte von Joseph von Eichendorff für Männerchor und Instrumente (1924)
- Magnificat für Sopran, Viola, kleinen Fernchor und Orchester (1925)
- Der Mensch, Motette nach Matthias Claudius für Alt und gemischten Chor a cappella (1926)
- Der Mensch, Prolog für Sprecher, gemischten Chor und Orchester (1926)
- Die Erde, Motette nach Zarathustra für gemischten Chor a cappella (1929)
- Die Messe deutsch für gemischten Chor a cappella (1934, unvollendet)

### Lieder
- 3 Cantiques Bretons für Singstimme und Klavier (1923)
- 3 geistliche Lieder für Singstimme, eine Violine, eine Clarinette gesetzt (1923). Universal-Edition, Wien (1925) [Faksimile-Ausgabe]
- Triptychon (3 Gesänge nach Zarathustras Yasna 43, Ittivutta 27 und dem Wessobrunner Gebet) für Alt oder Bariton und Orgel (1930)

### Orchestermusik
- Concerto grosso (1923)
- Fuga für Streichorchester (Arrangement des Streichquintetts durch Reinhard Schwarz-Schilling, 1927)
- Dorische Musik (1934)
- Orchesterkonzert mit Klavier (1936)
- In Memoriam Gabrielae mit Violine und Alt-Solo (1940)
- Tanzdrama (1942)

### Kammermusik
- Quartett für Klavier, Klarinette, Viola und Violoncello a-Moll op. 1b (1912)
- Streichquartett F-Dur (1913)
- Streichquintett fis-Moll (1916)
- Canzona für Violine und Orgel (1916)
- Quintett für Klarinette, Horn, Violine, Viola und Violoncello (1925)
- Präludium und Fuge für Violine und Orgel (1929)
- Musik für 2 Violinen und Cembalo (1930)
- Canon für Violine und Orgel (1931)
- Präludium und Fuge für Viola (1932)
- Klavierbuch in 3 Teilen (1935)
- Musik für Violoncello und Klavier (1935)
- Hauskonzert für Violine und Klavier (1940)
- Ballade für Horn und Klavier (1941)

### Orgelmusik
- Toccata über den Choral Wie schön leucht’ uns der Morgenstern (1923)
- Choralsonate (1925)
- 3 Choralvorspiele (1930)
- Toccata und Fuge C-Dur (1939)
- Andante es-Moll (1939)
- Orgelchoral „Meine Seel ist stille“ (1940)

### Klaviermusik
- Klavierbuch. 3 Teile (1934)
- 10 kleine Übungen für das polyphone Klavierspiel (1935)
- Klavierbüchlein (1948)